# La rivincita - Gathering Blue
La Rivincita - Gathering Blue (Gathering Blue) è un romanzo del 2000 di fantascienza distopica per ragazzi scritto da Lois Lowry. È il secondo capitolo della quadrilogia iniziata dalla scrittrice statunitense con The Giver, e completata con Il messaggero (2004) e con Il figlio (2012).

## Trama
In una comunità del futuro prossimo, tornata ad uno stadio di vita semi-primitiva, un gruppo di funzionari, conosciuto come il Consiglio dei Guardiani, amministra le leggi dominando la popolazione dall'interno dell'unico edificio moderno del villaggio. Tutti vivono in capanne rudimentali, in lotta per la semplice sopravvivenza, incapaci di qualunque sentimento di empatia e di pietà. I più deboli sono emarginati e rifiutati, ma nonostante questo Kira, deforme dalla nascita, sarà l'unica in grado di guardare oltre quella coltre di abbrutimento a cui tutti sembrano ormai rassegnati.

## Edizioni
- Lois Lowry, La rivincita - Gathering Blue, Firenze, Giunti Editore, 2011. ISBN 9788809751743